# Бушулейське сільське поселення
Бушуле́йське сільське поселення (рос. Бушулейское сельское поселение) — сільське поселення у складі Чернишевського району Забайкальського краю Росії.
Адміністративний центр та єдиний населений пункт — село Бушулей.

## Населення
Населення сільського поселення становить 345 осіб (2019; 395 у 2010, 449 у 2002).